# Come into a Decade (10th Anniversary)
Come into a Decade (10th Anniversary) – drugi album piosenkarki Gali Rizzatto, który został wydany w 1998 roku. Płyta zawiera zremixowane utwory z debiutanckiego albumu Come into My Life.

## Utwory na płycie
| №  | Tytuł                                             | Długość |
| -- | ------------------------------------------------- | ------- |
| 1  | Freed From Desire (Edit Mhz)                      | 3:32    |
| 2  | Let A Boy Cry (Edit Mix)                          | 3:23    |
| 3  | Come Into My Life (Molella And Phil Jay Edit Mix) | 3:24    |
| 4  | Suddenly (Radio Edit)                             | 3:01    |
| 5  | Everyone Has Inside (Edit Fm)                     | 3:28    |
| 6  | Freed From Desire (Full Vocals Mixx)              | 4:15    |
| 7  | Let A Boy Cry (Full Vocal Mix)                    | 7:00    |
| 8  | Come Into My Life (Molella And Phil Jay Mix)      | 5:17    |
| 9  | Everyone Has Inside (Full Vocal Mix)              | 3:58    |
| 10 | Freed From Desire (Mr. Jack Club Mix)             | 8:17    |
| 11 | Let A Boy Cry (Motiv 8 Floor Mungus Vocal Mix)    | 6:57    |
| 12 | Come Into My Life (Molella And Phil Jay Club)     | 5:09    |
| 13 | Everyone Has Inside (Eiffel 65 Extended Ice Mix)  | 4:47    |
| 14 | 10th Anniversary Megamix                          | 7:11    |
| 15 | 10th Anniversary Megaremix                        | 8:54    |